# Frederik II van Sleeswijk-Holstein-Sonderburg-Glücksburg
Frederik van Sleeswijk-Holstein-Sonderburg-Glücksburg (Sleeswijk, 23 oktober 1814 - Glücksburg, 27 november 1885) was van 1878 tot aan zijn dood hertog van Sleeswijk-Holstein-Sonderburg-Glücksburg. 

## Levensloop
Frederik was de tweede zoon van hertog Frederik Willem van Sleeswijk-Holstein-Sonderburg-Glücksburg en diens echtgenote Louise Carolina, dochter van landgraaf Karel van Hessen-Kassel.
Hij werd militair in het Deense leger en werd in 1831 ritmeester bij de dragonders. Tijdens de Eerste Duits-Deense Oorlog vocht hij van 1848 tot 1849 aan de zijde van de Sleeswijks-Holsteinse opstandelingen, als soldaat in het tweede dragondersregiment in Itzehoe. In 1858 kwam zijn militaire loopbaan ten einde. 
In 1878 volgde hij zijn kinderloos gestorven oudere broer Karel op als hertog van Sleeswijk-Holstein-Sonderburg-Glücksburg. Hij bleef deze functie uitoefenen totdat hij in 1885 op 71-jarige leeftijd overleed.

## Huwelijk en nakomelingen
Op 18 juli 1841 huwde hij in Bückeburg met Adelheid (1821-1899), dochter van vorst George Willem van Schaumburg-Lippe. In 1848 liet het echtpaar zich scheiden, maar in 1854 traden ze een tweede maal in het huwelijk. Ze kregen vijf kinderen:
- Augusta (1844-1932), huwde in 1884 met prins Willem van Hessen-Philippsthal-Barchfeld
- Frederik Ferdinand (1855-1934), hertog van Sleeswijk-Holstein-Sonderburg-Glücksburg
- Louise (1858-1936), huwde in 1891 met prins George Victor van Waldeck-Pyrmont
- Maria (1859-1941), abdis in Itzehoe
- Albrecht (1863-1948), huwde in 1906 met prinses Ortrud von Isenburg-Büdingen en in 1920 met haar zus, prinses Hertha von Isenburg-Büdingen

## Kwartierstaat
| Karel Anton van Sleeswijk-Holstein-Sonderburg-Beck (1727-1759) | Karel Anton van Sleeswijk-Holstein-Sonderburg-Beck (1727-1759) | Karel Anton van Sleeswijk-Holstein-Sonderburg-Beck (1727-1759) | Karel Anton van Sleeswijk-Holstein-Sonderburg-Beck (1727-1759) | Karel Anton van Sleeswijk-Holstein-Sonderburg-Beck (1727-1759)             | Karel Anton van Sleeswijk-Holstein-Sonderburg-Beck (1727-1759)             | Friederike Charlotte Antoinette zu Dohna-Leistenau (1738-1786)             | Friederike Charlotte Antoinette zu Dohna-Leistenau (1738-1786)             | Friederike Charlotte Antoinette zu Dohna-Leistenau (1738-1786)             | Friederike Charlotte Antoinette zu Dohna-Leistenau (1738-1786)             | Friederike Charlotte Antoinette zu Dohna-Leistenau (1738-1786)            | Friederike Charlotte Antoinette zu Dohna-Leistenau (1738-1786)            |                                                                           |                                                                           | Karl Leopold von Schlieben (1723-1788)                                    | Karl Leopold von Schlieben (1723-1788)                                    | Karl Leopold von Schlieben (1723-1788)                         | Karl Leopold von Schlieben (1723-1788)                         | Karl Leopold von Schlieben (1723-1788)                         | Karl Leopold von Schlieben (1723-1788)                         | Marie Eleonore gravin van Lehndorff (1722-1800)                | Marie Eleonore gravin van Lehndorff (1722-1800)                | Marie Eleonore gravin van Lehndorff (1722-1800) | Marie Eleonore gravin van Lehndorff (1722-1800) | Marie Eleonore gravin van Lehndorff (1722-1800)                      | Marie Eleonore gravin van Lehndorff (1722-1800)                      |                                                                      |                                                                      | Frederik II van Hessen-Kassel (1720-1785)                            | Frederik II van Hessen-Kassel (1720-1785)                            | Frederik II van Hessen-Kassel (1720-1785) | Frederik II van Hessen-Kassel (1720-1785) | Frederik II van Hessen-Kassel (1720-1785)                       | Frederik II van Hessen-Kassel (1720-1785)                       | Maria van Hannover (1723-1772)                                  | Maria van Hannover (1723-1772)                                  | Maria van Hannover (1723-1772)                                  | Maria van Hannover (1723-1772)                                  | Maria van Hannover (1723-1772)               | Maria van Hannover (1723-1772)               |                                              |                                              | Frederik V van Denemarken (1723-1766)        | Frederik V van Denemarken (1723-1766)        | Frederik V van Denemarken (1723-1766)    | Frederik V van Denemarken (1723-1766)    | Frederik V van Denemarken (1723-1766) | Frederik V van Denemarken (1723-1766) | Louise van Hannover (1724-1751)   | Louise van Hannover (1724-1751)   | Louise van Hannover (1724-1751) | Louise van Hannover (1724-1751) | Louise van Hannover (1724-1751) | Louise van Hannover (1724-1751) |  |  |  |  |  |  |  |  |  |  |  |  |  |  |  |  |  |  |  |  |  |  |  |  |  |  |  |  |  |  |  |  |  |  |  |  |  |  |  |  |  |  |  |  |  |  |  |  |
| Karel Anton van Sleeswijk-Holstein-Sonderburg-Beck (1727-1759) | Karel Anton van Sleeswijk-Holstein-Sonderburg-Beck (1727-1759) | Karel Anton van Sleeswijk-Holstein-Sonderburg-Beck (1727-1759) | Karel Anton van Sleeswijk-Holstein-Sonderburg-Beck (1727-1759) | Karel Anton van Sleeswijk-Holstein-Sonderburg-Beck (1727-1759)             | Karel Anton van Sleeswijk-Holstein-Sonderburg-Beck (1727-1759)             | Friederike Charlotte Antoinette zu Dohna-Leistenau (1738-1786)             | Friederike Charlotte Antoinette zu Dohna-Leistenau (1738-1786)             | Friederike Charlotte Antoinette zu Dohna-Leistenau (1738-1786)             | Friederike Charlotte Antoinette zu Dohna-Leistenau (1738-1786)             | Friederike Charlotte Antoinette zu Dohna-Leistenau (1738-1786)            | Friederike Charlotte Antoinette zu Dohna-Leistenau (1738-1786)            |                                                                           |                                                                           | Karl Leopold von Schlieben (1723-1788)                                    | Karl Leopold von Schlieben (1723-1788)                                    | Karl Leopold von Schlieben (1723-1788)                         | Karl Leopold von Schlieben (1723-1788)                         | Karl Leopold von Schlieben (1723-1788)                         | Karl Leopold von Schlieben (1723-1788)                         | Marie Eleonore gravin van Lehndorff (1722-1800)                | Marie Eleonore gravin van Lehndorff (1722-1800)                | Marie Eleonore gravin van Lehndorff (1722-1800) | Marie Eleonore gravin van Lehndorff (1722-1800) | Marie Eleonore gravin van Lehndorff (1722-1800)                      | Marie Eleonore gravin van Lehndorff (1722-1800)                      |                                                                      |                                                                      | Frederik II van Hessen-Kassel (1720-1785)                            | Frederik II van Hessen-Kassel (1720-1785)                            | Frederik II van Hessen-Kassel (1720-1785) | Frederik II van Hessen-Kassel (1720-1785) | Frederik II van Hessen-Kassel (1720-1785)                       | Frederik II van Hessen-Kassel (1720-1785)                       | Maria van Hannover (1723-1772)                                  | Maria van Hannover (1723-1772)                                  | Maria van Hannover (1723-1772)                                  | Maria van Hannover (1723-1772)                                  | Maria van Hannover (1723-1772)               | Maria van Hannover (1723-1772)               |                                              |                                              | Frederik V van Denemarken (1723-1766)        | Frederik V van Denemarken (1723-1766)        | Frederik V van Denemarken (1723-1766)    | Frederik V van Denemarken (1723-1766)    | Frederik V van Denemarken (1723-1766) | Frederik V van Denemarken (1723-1766) | Louise van Hannover (1724-1751)   | Louise van Hannover (1724-1751)   | Louise van Hannover (1724-1751) | Louise van Hannover (1724-1751) | Louise van Hannover (1724-1751) | Louise van Hannover (1724-1751) |  |  |  |  |  |  |  |  |  |  |  |  |  |  |  |  |  |  |  |  |  |  |  |  |  |  |  |  |  |  |  |  |  |  |  |  |  |  |  |  |  |  |  |  |  |  |  |  |
|                                                                |                                                                |                                                                |                                                                |                                                                            |                                                                            |                                                                            |                                                                            |                                                                            |                                                                            |                                                                           |                                                                           |                                                                           |                                                                           |                                                                           |                                                                           |                                                                |                                                                |                                                                |                                                                |                                                                |                                                                |                                                 |                                                 |                                                                      |                                                                      |                                                                      |                                                                      |                                                                      |                                                                      |                                           |                                           |                                                                 |                                                                 |                                                                 |                                                                 |                                                                 |                                                                 |                                              |                                              |                                              |                                              |                                              |                                              |                                          |                                          |                                       |                                       |                                   |                                   |                                 |                                 |                                 |                                 |  |  |  |  |  |  |  |  |  |  |  |  |  |  |  |  |  |  |  |  |  |  |  |  |  |  |  |  |  |  |  |  |  |  |  |  |  |  |  |  |  |  |  |  |  |  |  |  |
|                                                                |                                                                |                                                                |                                                                | Frederik Karel Lodewijk van Sleeswijk-Holstein-Sonderburg-Beck (1757-1816) | Frederik Karel Lodewijk van Sleeswijk-Holstein-Sonderburg-Beck (1757-1816) | Frederik Karel Lodewijk van Sleeswijk-Holstein-Sonderburg-Beck (1757-1816) | Frederik Karel Lodewijk van Sleeswijk-Holstein-Sonderburg-Beck (1757-1816) | Frederik Karel Lodewijk van Sleeswijk-Holstein-Sonderburg-Beck (1757-1816) | Frederik Karel Lodewijk van Sleeswijk-Holstein-Sonderburg-Beck (1757-1816) |                                                                           |                                                                           |                                                                           |                                                                           |                                                                           |                                                                           | Frederica Amalia van Schlieben (1757-1827)                     | Frederica Amalia van Schlieben (1757-1827)                     | Frederica Amalia van Schlieben (1757-1827)                     | Frederica Amalia van Schlieben (1757-1827)                     | Frederica Amalia van Schlieben (1757-1827)                     | Frederica Amalia van Schlieben (1757-1827)                     |                                                 |                                                 |                                                                      |                                                                      |                                                                      |                                                                      |                                                                      |                                                                      |                                           |                                           | Karel van Hessen-Kassel (1744-1836)                             | Karel van Hessen-Kassel (1744-1836)                             | Karel van Hessen-Kassel (1744-1836)                             | Karel van Hessen-Kassel (1744-1836)                             | Karel van Hessen-Kassel (1744-1836)                             | Karel van Hessen-Kassel (1744-1836)                             |                                              |                                              |                                              |                                              |                                              |                                              | Louise van Denemarken (1750-1831)        | Louise van Denemarken (1750-1831)        | Louise van Denemarken (1750-1831)     | Louise van Denemarken (1750-1831)     | Louise van Denemarken (1750-1831) | Louise van Denemarken (1750-1831) |                                 |                                 |                                 |                                 |  |  |  |  |  |  |  |  |  |  |  |  |  |  |  |  |  |  |  |  |  |  |  |  |  |  |  |  |  |  |  |  |  |  |  |  |  |  |  |  |  |  |  |  |  |  |  |  |
|                                                                |                                                                |                                                                |                                                                | Frederik Karel Lodewijk van Sleeswijk-Holstein-Sonderburg-Beck (1757-1816) | Frederik Karel Lodewijk van Sleeswijk-Holstein-Sonderburg-Beck (1757-1816) | Frederik Karel Lodewijk van Sleeswijk-Holstein-Sonderburg-Beck (1757-1816) | Frederik Karel Lodewijk van Sleeswijk-Holstein-Sonderburg-Beck (1757-1816) | Frederik Karel Lodewijk van Sleeswijk-Holstein-Sonderburg-Beck (1757-1816) | Frederik Karel Lodewijk van Sleeswijk-Holstein-Sonderburg-Beck (1757-1816) |                                                                           |                                                                           |                                                                           |                                                                           |                                                                           |                                                                           | Frederica Amalia van Schlieben (1757-1827)                     | Frederica Amalia van Schlieben (1757-1827)                     | Frederica Amalia van Schlieben (1757-1827)                     | Frederica Amalia van Schlieben (1757-1827)                     | Frederica Amalia van Schlieben (1757-1827)                     | Frederica Amalia van Schlieben (1757-1827)                     |                                                 |                                                 |                                                                      |                                                                      |                                                                      |                                                                      |                                                                      |                                                                      |                                           |                                           | Karel van Hessen-Kassel (1744-1836)                             | Karel van Hessen-Kassel (1744-1836)                             | Karel van Hessen-Kassel (1744-1836)                             | Karel van Hessen-Kassel (1744-1836)                             | Karel van Hessen-Kassel (1744-1836)                             | Karel van Hessen-Kassel (1744-1836)                             |                                              |                                              |                                              |                                              |                                              |                                              | Louise van Denemarken (1750-1831)        | Louise van Denemarken (1750-1831)        | Louise van Denemarken (1750-1831)     | Louise van Denemarken (1750-1831)     | Louise van Denemarken (1750-1831) | Louise van Denemarken (1750-1831) |                                 |                                 |                                 |                                 |  |  |  |  |  |  |  |  |  |  |  |  |  |  |  |  |  |  |  |  |  |  |  |  |  |  |  |  |  |  |  |  |  |  |  |  |  |  |  |  |  |  |  |  |  |  |  |  |
|                                                                |                                                                |                                                                |                                                                |                                                                            |                                                                            |                                                                            |                                                                            |                                                                            |                                                                            | Frederik Willem van Sleeswijk- Holstein-Sonderburg-Glücksburg (1785-1831) | Frederik Willem van Sleeswijk- Holstein-Sonderburg-Glücksburg (1785-1831) | Frederik Willem van Sleeswijk- Holstein-Sonderburg-Glücksburg (1785-1831) | Frederik Willem van Sleeswijk- Holstein-Sonderburg-Glücksburg (1785-1831) | Frederik Willem van Sleeswijk- Holstein-Sonderburg-Glücksburg (1785-1831) | Frederik Willem van Sleeswijk- Holstein-Sonderburg-Glücksburg (1785-1831) |                                                                |                                                                |                                                                |                                                                |                                                                |                                                                |                                                 |                                                 |                                                                      |                                                                      |                                                                      |                                                                      |                                                                      |                                                                      |                                           |                                           |                                                                 |                                                                 |                                                                 |                                                                 |                                                                 |                                                                 | Louise Caroline van Hesse-Kassel (1789-1867) | Louise Caroline van Hesse-Kassel (1789-1867) | Louise Caroline van Hesse-Kassel (1789-1867) | Louise Caroline van Hesse-Kassel (1789-1867) | Louise Caroline van Hesse-Kassel (1789-1867) | Louise Caroline van Hesse-Kassel (1789-1867) |                                          |                                          |                                       |                                       |                                   |                                   |                                 |                                 |                                 |                                 |  |  |  |  |  |  |  |  |  |  |  |  |  |  |  |  |  |  |  |  |  |  |  |  |  |  |  |  |  |  |  |  |  |  |  |  |  |  |  |  |  |  |  |  |  |  |  |  |
|                                                                |                                                                |                                                                |                                                                |                                                                            |                                                                            |                                                                            |                                                                            |                                                                            |                                                                            | Frederik Willem van Sleeswijk- Holstein-Sonderburg-Glücksburg (1785-1831) | Frederik Willem van Sleeswijk- Holstein-Sonderburg-Glücksburg (1785-1831) | Frederik Willem van Sleeswijk- Holstein-Sonderburg-Glücksburg (1785-1831) | Frederik Willem van Sleeswijk- Holstein-Sonderburg-Glücksburg (1785-1831) | Frederik Willem van Sleeswijk- Holstein-Sonderburg-Glücksburg (1785-1831) | Frederik Willem van Sleeswijk- Holstein-Sonderburg-Glücksburg (1785-1831) |                                                                |                                                                |                                                                |                                                                |                                                                |                                                                |                                                 |                                                 |                                                                      |                                                                      |                                                                      |                                                                      |                                                                      |                                                                      |                                           |                                           |                                                                 |                                                                 |                                                                 |                                                                 |                                                                 |                                                                 | Louise Caroline van Hesse-Kassel (1789-1867) | Louise Caroline van Hesse-Kassel (1789-1867) | Louise Caroline van Hesse-Kassel (1789-1867) | Louise Caroline van Hesse-Kassel (1789-1867) | Louise Caroline van Hesse-Kassel (1789-1867) | Louise Caroline van Hesse-Kassel (1789-1867) |                                          |                                          |                                       |                                       |                                   |                                   |                                 |                                 |                                 |                                 |  |  |  |  |  |  |  |  |  |  |  |  |  |  |  |  |  |  |  |  |  |  |  |  |  |  |  |  |  |  |  |  |  |  |  |  |  |  |  |  |  |  |  |  |  |  |  |  |
|                                                                |                                                                |                                                                |                                                                |                                                                            |                                                                            |                                                                            |                                                                            |                                                                            |                                                                            |                                                                           |                                                                           |                                                                           |                                                                           |                                                                           |                                                                           |                                                                |                                                                |                                                                |                                                                |                                                                |                                                                |                                                 |                                                 |                                                                      |                                                                      |                                                                      |                                                                      |                                                                      |                                                                      |                                           |                                           |                                                                 |                                                                 |                                                                 |                                                                 |                                                                 |                                                                 |                                              |                                              |                                              |                                              |                                              |                                              |                                          |                                          |                                       |                                       |                                   |                                   |                                 |                                 |                                 |                                 |  |  |  |  |  |  |  |  |  |  |  |  |  |  |  |  |  |  |  |  |  |  |  |  |  |  |  |  |  |  |  |  |  |  |  |  |  |  |  |  |  |  |  |  |  |  |  |  |
|                                                                |                                                                |                                                                |                                                                |                                                                            |                                                                            |                                                                            |                                                                            |                                                                            |                                                                            |                                                                           |                                                                           |                                                                           |                                                                           |                                                                           |                                                                           |                                                                |                                                                |                                                                |                                                                |                                                                |                                                                |                                                 |                                                 |                                                                      |                                                                      |                                                                      |                                                                      |                                                                      |                                                                      |                                           |                                           |                                                                 |                                                                 |                                                                 |                                                                 |                                                                 |                                                                 |                                              |                                              |                                              |                                              |                                              |                                              |                                          |                                          |                                       |                                       |                                   |                                   |                                 |                                 |                                 |                                 |  |  |  |  |  |  |  |  |  |  |  |  |  |  |  |  |  |  |  |  |  |  |  |  |  |  |  |  |  |  |  |  |  |  |  |  |  |  |  |  |  |  |  |  |  |  |  |  |
| Louise Maria Frederica (1810-1869)                             | Louise Maria Frederica (1810-1869)                             | Louise Maria Frederica (1810-1869)                             | Louise Maria Frederica (1810-1869)                             | Louise Maria Frederica (1810-1869)                                         | Louise Maria Frederica (1810-1869)                                         |                                                                            |                                                                            | Frederica van Sleeswijk- Holstein-Sonderburg-Glücksburg (1811-1902)        | Frederica van Sleeswijk- Holstein-Sonderburg-Glücksburg (1811-1902)        | Frederica van Sleeswijk- Holstein-Sonderburg-Glücksburg (1811-1902)       | Frederica van Sleeswijk- Holstein-Sonderburg-Glücksburg (1811-1902)       | Frederica van Sleeswijk- Holstein-Sonderburg-Glücksburg (1811-1902)       | Frederica van Sleeswijk- Holstein-Sonderburg-Glücksburg (1811-1902)       |                                                                           |                                                                           | Karel van Sleeswijk-Holstein-Sonderburg-Glücksburg (1813-1878) | Karel van Sleeswijk-Holstein-Sonderburg-Glücksburg (1813-1878) | Karel van Sleeswijk-Holstein-Sonderburg-Glücksburg (1813-1878) | Karel van Sleeswijk-Holstein-Sonderburg-Glücksburg (1813-1878) | Karel van Sleeswijk-Holstein-Sonderburg-Glücksburg (1813-1878) | Karel van Sleeswijk-Holstein-Sonderburg-Glücksburg (1813-1878) |                                                 |                                                 | Frederik II van Sleeswijk-Holstein-Sonderburg-Glücksburg (1814-1885) | Frederik II van Sleeswijk-Holstein-Sonderburg-Glücksburg (1814-1885) | Frederik II van Sleeswijk-Holstein-Sonderburg-Glücksburg (1814-1885) | Frederik II van Sleeswijk-Holstein-Sonderburg-Glücksburg (1814-1885) | Frederik II van Sleeswijk-Holstein-Sonderburg-Glücksburg (1814-1885) | Frederik II van Sleeswijk-Holstein-Sonderburg-Glücksburg (1814-1885) |                                           |                                           | Willem van Sleeswijk-Holstein-Sonderburg-Glücksburg (1816-1893) | Willem van Sleeswijk-Holstein-Sonderburg-Glücksburg (1816-1893) | Willem van Sleeswijk-Holstein-Sonderburg-Glücksburg (1816-1893) | Willem van Sleeswijk-Holstein-Sonderburg-Glücksburg (1816-1893) | Willem van Sleeswijk-Holstein-Sonderburg-Glücksburg (1816-1893) | Willem van Sleeswijk-Holstein-Sonderburg-Glücksburg (1816-1893) |                                              |                                              | Christiaan IX van Denemarken (1818-1906)     | Christiaan IX van Denemarken (1818-1906)     | Christiaan IX van Denemarken (1818-1906)     | Christiaan IX van Denemarken (1818-1906)     | Christiaan IX van Denemarken (1818-1906) | Christiaan IX van Denemarken (1818-1906) |                                       |                                       | 1 zuster en 3 broers              | 1 zuster en 3 broers              | 1 zuster en 3 broers            | 1 zuster en 3 broers            | 1 zuster en 3 broers            | 1 zuster en 3 broers            |  |  |  |  |  |  |  |  |  |  |  |  |  |  |  |  |  |  |  |  |  |  |  |  |  |  |  |  |  |  |  |  |  |  |  |  |  |  |  |  |  |  |  |  |  |  |  |  |